# Brętowo
Brętowo  (in tedesco:  Brentau) è una frazione di Danzica, situata nella parte occidentale della città.